# Resolució 1205 del Consell de Seguretat de les Nacions Unides
La Resolució 1205 del Consell de Seguretat de les Nacions Unides fou adoptada per unanimitat el 5 de novembre de 1998. Després de recordar totes les resolucions sobre Iraq, en particular les resolucions 1154 (1998) i 1194 (1998) quant al seu programes d'armes, el Consell va condemnar la decisió de l'Iraq de cessar la cooperació amb el Comissió Especial de les Nacions Unides (UNSCOM).
El 31 d'octubre de 1998, l'Iraq va decidir posar fi a la cooperació amb UNSCOM i va continuar posant restriccions a l'Agència Internacional de l'Energia Atòmica (AIEA). Es va exigir al país que complís les seves obligacions en virtut de la Resolució 687 (1991) i que la cooperació efectiva amb la UNSCOM i l'AIEA és essencial en aquest procés. Posteriorment, consideraria les mesures imposades a l'Iraq una vegada que s'hagués rescindit de la seva última decisió.
Actuant en virtut del Capítol VII de la Carta de les Nacions Unides, el Consell va condemnar la decisió de l'Iraq de no cooperar més amb la Comissió Especial i l'AIEA i va exigir que retirés immediatament la seva decisió. El país havia anunciat prèviament que suspendria la cooperació amb tots dos el 5 d'agost de 1998. Fins que l'Iraq complís, no es revisaria la durada de les restriccions imposades a la Resolució 687.